# 肌张力障碍
肌张力障碍（Dystonia）是由於身體的肌肉不隨意地持續收縮，造成肌肉產生變形，而無法依照自身的意思活動。

## 分析
肌张力障碍是一组疾病的总称，是骨骼肌张力的病理性改变。患者的肌张力时高时低，有时只影响局部某个肌肉或肌肉群，有时则影响全身。
大多数的肌张力障碍病因并不清楚，少数可有家族遗传史，儿童和少年发病的扭转痉挛可能存在基因遗传问题。此外，很多疾病可能在临床上导致继发性肌张力障碍，如新生儿脑损伤，黄疸，窒息，脑炎，脑血管病，中毒性脑病等等。与原发性肌张力障碍相比，这类病人症状更为复杂多样，可能伴随有偏瘫，舞蹈样动作，小脑平衡障碍，智力或情感方面的问题。CT与磁共振检查也会有一些特征性的表现。
肌张力障碍在运动障碍病中较为多见，患病率仅次于帕金森病，约为39/10万，中国患病人数约46万。其中全身肌张力障碍约占17%，局限性肌张力障碍约占50%，其余为偏身或节段性肌张力障碍。伴有轴线方向的不随意性扭转的肌张力障碍是最为多见的表现形式，称为扭转痉挛。其中尤以全身性扭转痉挛和痉挛性斜颈最为常见。

## 症狀
肌张力障碍有如下几种表现形式：
1. 根据患病的部位（局限性肌張力障礙），分为眼睑痉挛、颅面部肌张力障碍、痉挛性构音障碍、痉挛性斜颈、书写痉挛、偏身性肌张力障碍以及全身性肌张力障碍。[2]
2. 根据发病的原因，分为原发性（即病因不清楚的）和继发性肌张力障碍。后者常见于中毒、外伤、脑炎、肿瘤及代谢异常导致的患者运动功能障碍。
3. 按发病时的年龄可分为儿童型、少年型与成年型肌张力障碍。儿童期起病的往往会导致全身行性肌张力障碍。

肌张力障碍没有根治性的药物，镇静类药物可在缓解患者紧张情绪的时候，部分地改善症状；可供选择的药物有安坦、氯硝安定、硝基安定、巴氯芬、氟哌啶醇和丁苯那嗪等，效果均不十分理想，有的副作用还很大。例如大剂量服用安坦会出现口干、眼花、记忆力下降等。

## 治療方法
肌张力障碍病基本上无药可医，立体定向神经外科手术可能是唯一的症状治疗手段，特别是全身性的肌张力障碍、扭转痉挛等。

## 外部連結
- GeneReview/NIH/UW entry on Dystonia Overview （页面存档备份，存于）
- Dystonia Society Network Group - for sufferers and carers to share experiences （页面存档备份，存于）
- Cervical Dystonia Clinical Research Study （页面存档备份，存于）
- WEGO Health Dystonia Community （页面存档备份，存于）
- American Dystonia Society （页面存档备份，存于）
- Focal Dystonia - Dr. Joaquin Farias （页面存档备份，存于）
- 肌张力障碍的生物细胞移植技术